# Centro histórico de Veracruz
El centro histórico de Veracruz es la zona de monumentos históricos de la ciudad y puerto de Veracruz en el estado mexicano de Veracruz de Ignacio de la Llave  declarado por el Instituto Nacional de Antropología e Historia (INAH) como Patrimonio de la nación.
En esta área se encuentran edificaciones coloniales abarcando una área de 1,5 kilómetros cuadrados formada por ciento setenta manzanas que comprenden alrededor de 505 edificios construidos a partir del siglo XVII entre las edificaciones religiosas destacan la catedral de Nuestra Señora de la Asunción, la iglesia del Cristo del Buen Viaje, la iglesia de La Pastora y así como ex-conventos como el de San Francisco o el de Santo Domingo.
También se incluyen inmuebles de fines educativos y civiles como el Palacio Municipal, la Aduana, el Faro Venustiano Carranza, el museo de la ciudad y la Antigua Escuela Naval, entre otros.
La zona de monumentos históricos de Veracruz fue decretada y aprobada por el expresidente Vicente Fox Quesada el 23 de febrero de 2004 y puesta en vigor de acuerdo a su publicación en el Diario Oficial de la Federación el 1 de marzo del mismo año.